# Stadion Royal Bafokeng
Royal Bafokeng je stadion u Rustenburgu, gradu u Južnoafričkoj Republici. Izgrađen je 1999. Namijenjen je isključivo ragbiju, ali tijekom Svjetskog nogometnog prvenstva 2010. na njemu odigrane neke utakmice. Kapaciteta je 42.000 gledatelja. 